# Нванери, Обинна
Обинна Нванери (англ. Obinna Nwaneri; род. 18 марта 1982 или 19 марта 1982, Лагос) — нигерийский футболист, защитник.

## Карьера

### Клубная карьера
Во взрослом футболе дебютировал в 2000 году в клубе «Бридж», где провёл следующие два сезона. В 2001 году клуб не смог сохранить свой титул и выбыл из Лиги чемпионов КАФ.
В 2003 году перешёл в клуб «Эньимба», сформировав удачную линию защиты с Романусом Орджинтой. В 2004 году команда стала обладателем титула чемпиона Лиги чемпионов КАФ, обыграв «Этуаль дю Сахель» из Туниса в серии пенальти. В этом матче Нванери забил решающий пятый пенальти, который обеспечил команде победу.
В 2004 году перешёл в тунисский клуб «Эсперанс». В 2007 году перешёл в швейцарский клуб «Сьон». В 2010 году Обинна присоединился к кувейтскому клубу «Казма», где играл на протяжении одного сезона. В 2012 году перешёл в малайзийский клуб «Келантан», с которым в том же году стал чемпионом Малайзии и завоевал национальный кубок.
В 2016 году Нванери подписал контракт с другим малайзийский клубом «Перлис», где и завершил карьеру футболиста в возрасте 34 лет.

### Карьера в сборной
В 2005 году дебютировал в официальных матчах в составе национальной сборной Нигерии. В составе сборной принимал участие в Кубке африканских наций 2010 года в Анголе, где команда завоевала бронзовую медаль. Свой единственный гол за сборную Нванери забил в матче квалификации на чемпионат мира по футболу 2010 года в ворота сборной ЮАР.

## Достижения
«Эньимба»
- Победитель Лиги чемпионов КАФ: 2003/04, 2004/05

«Сьон»
- Обладатель Кубка Швейцарии: 2008/09

«Келантан»
- Чемпион Малайзии: 2012
- Обладатель Кубка Малайзии: 2012